# 서부초등학교 (강원)
서부초등학교는 대한민국 강원특별자치도 삼척시에 있는 공립 초등학교이다.

## 학교 연혁
- 1970.11.28 삼척국민학교 서부분교장 인가
- 1972.03.21 서부국민학교 개교
- 1974.02.11 제1회 졸업식
- 1996.03.01 서부초등학교 개칭
- 1997.03.19 서부초등학교 병설유치원 개원
- 2007.03.07 서부초등학교 병설유치원 종일반 개원
- 2007.04.13 학교도서관(꿈이 솟아나는 샘터) 개관
- 2008.09.01 제12대 최종열 교장선생님 부임
- 2009.02.18 급식소 및 식당 준공
- 2009.03.11 영어 체험교실 준공
- 2011.02.11 제38회 졸업장 수여식(총 1,891명)
- 2011.03.01 13(1) 학급 편성
- 2012.02.10 제39회 졸업장 수여식 (총 1,938명)
- 2012.03.01 13(1) 학급 편성
- 2012.03.01 서부초등학교 병설유치원 폐원(삼척누리유치원통합)
- 2012.04.30 보육교실 환경 개선사업으로 확장이전
- 2012.09.01 제13대 김장수 교장선생님 부임
- 2013.02.08 제40회 졸업장 수여식 (총 1,974명)
- 2013.03.01 13(1) 학급편성
- 2014.02.12 제41회 졸업장 수여식 (총 2,011명)
- 2014.03.01 13(1) 학급 편성